# Grande colère

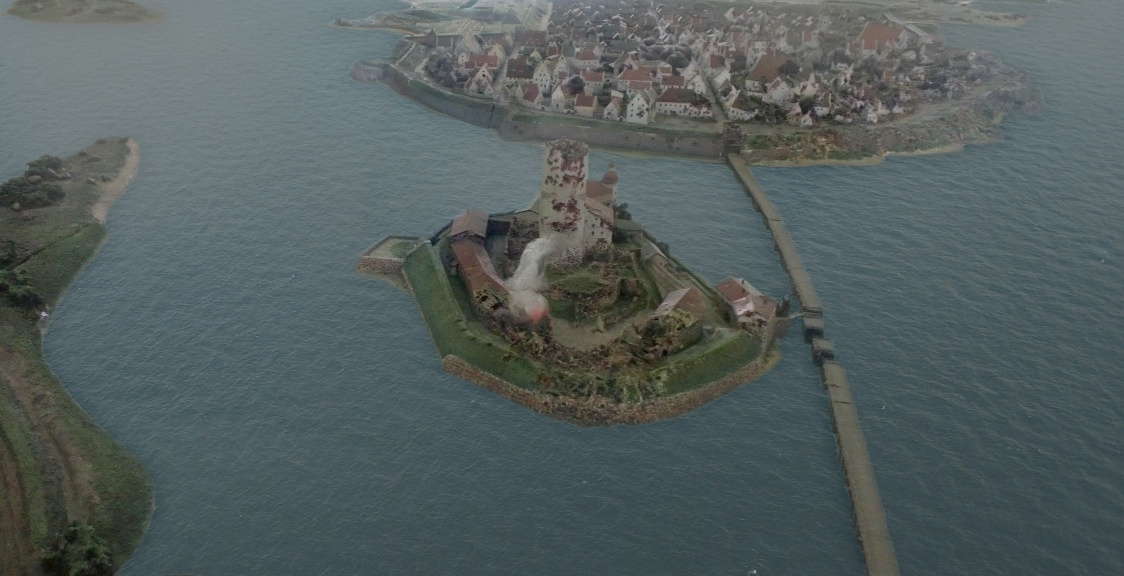
Maquette numérique panoramique du château de Vyborg brulant après l'attaque Russe de 1710.

La grande colère (en finnois : isoviha, en suédois : stora ofreden) est un terme employé dans l'histoire de la Finlande pour décrire l'invasion et l'occupation militaire russe de l'Est de la Suède, l'actuelle Finlande, de 1714 jusqu'au traité de Nystad de 1721 qui mit fin à la grande guerre du Nord.

## Contexte
Le Finlande est alors l'un des enjeux de la rivalité territoriale entre l'Empire suédois et l'Empire russe. Les Russes prennent l'Ingrie, et après la bataille de Poltava de 1710, ils prennent Viipuri et Käkisalmi.
En 1712, ils lancent leur première campagne pour conquérir la Finlande mais échouent. Au cours de la seconde campagne, en 1713, ils conquièrent Helsinki, Porvoo et Turku. Tout le sud de la Finlande est occupé quand Carl Gustaf Armfeldt perd la bataille de Pälkäne en 1713 et la bataille d'Isokyrö en 1714,.
Les efforts suédois pour bloquer l'avance des russes sur la côte maritime à Hangö échouent à la bataille d'Hangö Oud en juillet. Finalement la présence d'une flotte russe dans le golfe de Botnie force la flotte et l'armée suédoise à abandonner la Finlande fin 1714. Même les régions côtières du golfe de Botnie en Suède sont ravagées par les Russes. La ville d'Umeå est entièrement incendiée par les russes le 18 septembre 1714 et, après sa reconstruction, elle est à nouveau rasée en 1719, 1720 et 1721.

## L'occupation russe de la Finlande
Après la victoire d'Isokyrö, Mikhaïl Golitsyne est nommé gouverneur de Finlande. 
Les Finlandais commencent une guerre de partisans contre les Russes.
En représailles, les paysans finlandais sont forcés à payer de grosses contributions aux troupes russes occupantes.
Les pillages sont très fréquents en particulier en Ostrobotnie et dans les communes proches des routes.
Les églises sont pillées et l'église d'Isokyrö est incendiée.
Une zone de plusieurs centaines de kilomètres de large est brûlée pour empêcher des contre-offensives suédoises.
Au moins 5 000 Finlandais ont été tués et plus 10 000 emmenés comme esclaves, dont seuls quelques milliers reviendront,.
Des milliers de personnes, surtout des officiels, se réfugient en Suède.
Les paysans pauvres se cachent dans les forêts pour éviter les occupants et l'enrôlement forcé.
Les atrocités seront à leur sommet entre 1714 et 1717 quand le comte suédois Gustav Otto von Douglas, qui a fait défection pour rejoindre la partie russe pendant la guerre, sera chargé de l'occupation.

## La peste
En plus des prédations des occupants russes, la Finlande est frappée comme la plupart des autres pays baltes par la peste noire. 
À Turku, près d'un habitant sur trois en meurt soit 2 000 personnes.
La peste touche Helsinki le 9 octobre 1710, 1 800 habitants en meurent, 309 en octobre et 279 en novembre. 
À la fin décembre près de 10 000 habitants sont morts de la peste,.
La peste a frappé la Finlande avant l'invasion russe sapant les forces de la Suède en Finlande.

## Le terrorisme contre les populations civiles
L'Ostrobotnie du Nord ne sera pas occupée, mais les pertes humaines pendant la grande colère sont d'environ 6 100 personnes soit un quart de la population totale.
Dans la région sévissent quelques centaines de cavaliers cosaques. 
L'utilisation par les Russes de la terreur et de la torture est systématique et vise les civils et les prêtres.
Les viols individuels et les viols de masse sont au XVIIIe siècle une des méthodes guerrières courantes et on emporte les prisonnières vers les casernes de Turku et Pori,.
Le 29 septembre 1714 à Hailuoto, 200 cosaques tuent en une seule nuit à la hache environ 800 personnes.
Nombreux sont ceux qui sont capturés et emmenés comme esclaves en particulier pour les travaux de construction de Saint-Pétersbourg, selon certaines sources 10 000 personnes, et selon les estimations les plus récentes plus de 20 000 personnes,.
Les Russes volent leur nourriture et dans de nombreux endroits les habitants souffrent de faim.